# Легенды шахмат
Легенды шахмат (англ. Legends of chess) — онлайн-турнир по шахматам на сайте chess24.com. Турнир привлёк внимание средств массовой информации как одно из немногих спортивных событий во время пандемии COVID-19.

## Описание
Призовой фонд составил 150 000 $, из которых победителю достаются 45 000 $. Турнир проходил в два этапа: отбор по круговой системе, затем четверо определят победителя по нокаут-системе. Состав участников: Магнус Карлсен (Норвегия), Дин Лижэнь (Китай), Ян Непомнящий (Россия), Аниш Гири (Нидерланды), Владимир Крамник (Россия), Виши Ананд (Индия), Пётр Свидлер (Россия), Борис Гельфанд (Израиль), Петер Леко (Венгрия), Василий Иванчук (Украина). Победителем стал организатор турнира, действующий чемпион мира по шахматам.